# The Oyster Dredger
The Oyster Dredger é um filme mudo norte-americano de 1915, do gênero drama, dirigido e estrelado por Lon Chaney. O filme é agora considerado perdido.

## Elenco
- J. Warren Kerrigan - Jack
- Vera Sisson - Vera
- Lon Chaney
- William Quinn - O advogado de Vera